# Пляшконіс плосколобий
Пляшконіс плосколобий (Hyperoodon planifrons) — вид китів з роду пляшконіс (Hyperoodon) родини Дзьоборі (Ziphidae).

## Поширення
Розповсюджений у південній півкулі від льодів Антарктики, Південних Георгієвих, Південних Оркнейських і Фолклендські островів до широти Австралії, Нової Зеландії та Аргентини.

## Морфологія
Їх щелепні гребені й «чоло» нижчі, а дзьоб коротший, ніж у високочолих (північних) пляшконосів. 
Самки довжиною близько 7 метрів.